# فرنچ هیل
جیمز فرنچ هیل (متولد ۵ دسامبر ۱۹۵۶) یک تاجر و سیاستمدار آمریکایی است که از سال ۲۰۱۵ به عنوان نماینده ایالات متحده برای منطقه ۲ کنگره آرکانزاس خدمت می‌کند. او یکی از اعضای حزب جمهوری‌خواه است.
هیل در لیتل راک، آرکانزاس متولد شد. پدرش، جی اف هیل، یک شرکت مالی مستقر در لیتل راک را اداره می‌کرد که از پدرش، جیمز «جی» ویلسون هیل به ارث برده بود. فرنچ هیل در نوجوانی در ماه‌های تابستان در شرکت مالی خانواده کار می‌کرد.